# San José de los Reyes
San José de los Reyes är en ort i Mexiko.   Den ligger i kommunen Guadalupe y Calvo och delstaten Chihuahua, i den västra delen av landet, 1 100 km nordväst om huvudstaden Mexico City. San José de los Reyes ligger 2 319 meter över havet och antalet invånare är 277.
Terrängen runt San José de los Reyes är bergig söderut, men norrut är den kuperad. Runt San José de los Reyes är det mycket glesbefolkat, med 6 invånare per kvadratkilometer. Närmaste större samhälle är Mesa de San José, 19,3 km norr om San José de los Reyes. I omgivningarna runt San José de los Reyes växer huvudsakligen savannskog.